# Kolipadan
Kolipadan is een bestuurslaag in het regentschap Lembata van de provincie Oost-Nusa Tenggara, Indonesië. Kolipadan telt 854 inwoners (volkstelling 2010).